# Vidit Gujrathi
Vidit Santosh Gujrathi, född 24 oktober 1994 i Nashik, Indien, är en indisk stormästare i schack. Han blev stormästare vid 18 års ålder, och hör idag till schackens världselit och deltar regelbundet i stora turneringar. År 2020, under Covid-19-pandemin var han kapten för det indiska laget när de tog guld i en virtuell version av schack-OS. Han vann 2023 års upplaga av FIDE Grand Swiss och erhöll därmed en plats i kandidatturneringen för världsmästerskapet 2024.